# Pryšec

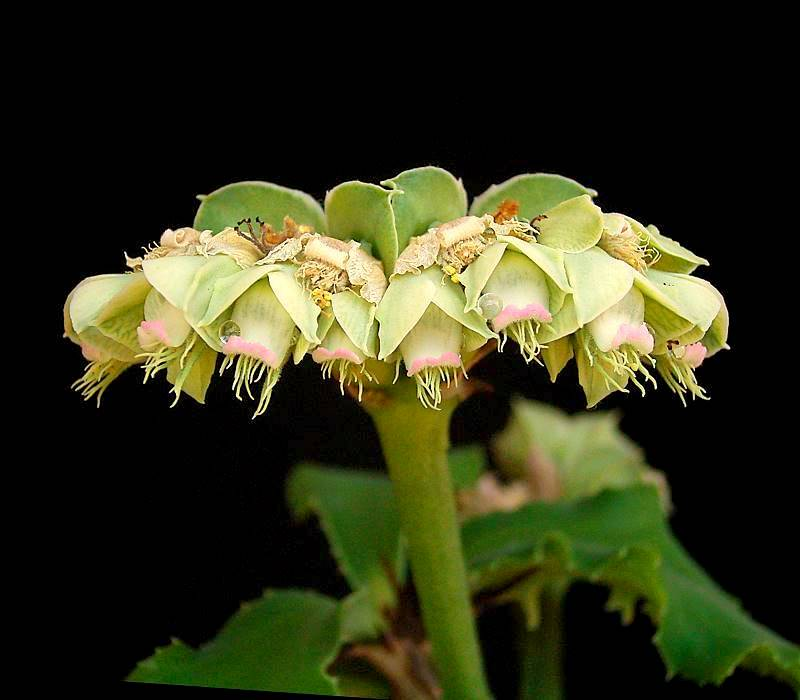
Euphorbia biselegans

Pryšec (Euphorbia) je rod rostlin, čítající asi 2160 druhů, patřící do čeledi pryšcovité. Pryšec je jeden z nejrůznorodějších rodů v rostlinné říši. Většinu zástupců rodu lze nalézt především v tropických a subtropických regionech Afriky a Ameriky, ale vyskytuje se také v mírném pásu. Sukulentní druhy, pocházejí převážně z Afriky, Jižní Ameriky, a Madagaskaru. Existuje široké spektrum ostrovních druhů, rostoucích například na Havajských ostrovech, kde jsou pryšce souhrnně známé jako „akoko“. a na Kanárských ostrovech jako „tabaibas“

## Synonyma
- pryška
- pryšovec
- Chamaesyce
- Elaeophorbia
- Endadenium
- Monadenium
- Synadenium
- Pedilanthus

Botanický název Euphorbia pochází od Euphorbuse, řeckého lékaře krále Juby II z Numidie (52-50 př. n. l. – 23 n. l.); manžela dcery Antonia a Kleopatry. Tento lékař používal některé rostliny, například Euphorbie resinifera, v bylinkářství a vyléčil krále, když měl oteklé břicho (Euphorbia resinifera je prý silný lék proti bolesti a může také působit jako projímadlo a je možné, že Juba měl špatné trávení a trpěl nadýmáním). Carl Linné přiřadil název Euphorbia celému rodu na počest lékaři.
Juba II sám byl patronem umění a vědy a sponzoroval několik expedic a biologických výzkumů. Byl také autorem a napsal několik vědeckých a populárně vědeckých děl, jako jsou přírodní pojednání o historii, nebo bestsellerový turistický průvodce po Arábii. Euphorbia regisjubae (pryšec krále Juby) byla pojmenována na počest králových příspěvků pro přírodní historii a jeho roli v popularizaci rodu Euphorbia.

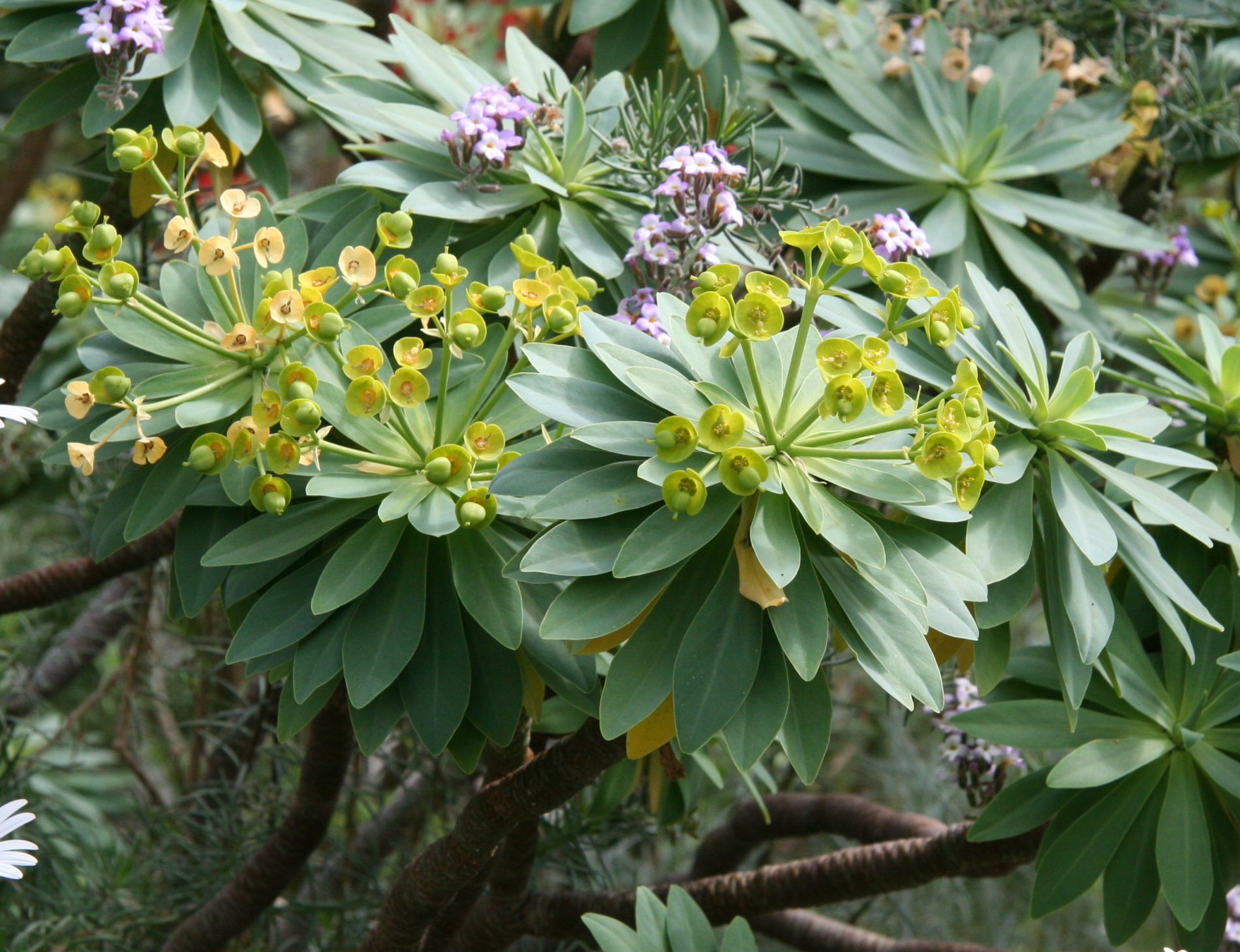
Euphorbia bourgeana

## Popis
Tyto rostliny jsou jednoleté nebo trvalé byliny, keře či stromy s žíravou, jedovatou mléčnou mízou (latexem). Kořeny jsou drobné, nebo tlusté a masité, nebo hlízovité. Mnoho druhů jsou více či méně sukulentní, pichlavé, nebo bez trnů. Hlavní stonek a většinou i boční stonky u sukulentních druhů jsou tlusté a masité, 15–91 cm vysoké. Opadavé listy jsou vstřícné, střídavé nebo v přeslenech. U sukulentních druhů jsou listy většinou malé a krátkověké. Palisty jsou většinou malé, částečně přeměněné trny či v žlázy, nebo chybí.
Stejně jako všichni členové čeledi pryšcovité, všechny pryšce mají jednopohlavné květy. Jsou značně omezeny a seskupeny do pseudanthia (květenství, které svým vzhledem připomíná jediný květ) nazývající se cyathium.
Většinou jsou jednodomé (nesoucí samčí a samičí květy na téže rostlině), i když některé jsou dvoudomé. Není neobvyklé, že centrálního cyathia z vrcholíku, které má být čistě mužské, vyrůstá boční cyathium je oboupohlavné. Někdy jsou mladé rostliny, nebo ty, rostoucí za nepříznivých podmínek vytváří pouze samčí květy a samičí květy nevytváří dokud nedospějí nebo se nezlepší podmínky.
Listeny jsou často hodné podobné listům, někdy jsou zářivě barevné a atraktivní, někdy jsou zkráceny na drobné šupiny.
Plodem jsou tři (zřídka dvě) tobolky, někdy masité, ale téměř vždy dozrávají ve dřevitém obalu, která se pak explozivně otevře. Semena jsou 4-hranného, oválného nebo kulovitého tvaru a u některých druhů jsou olejnatá.

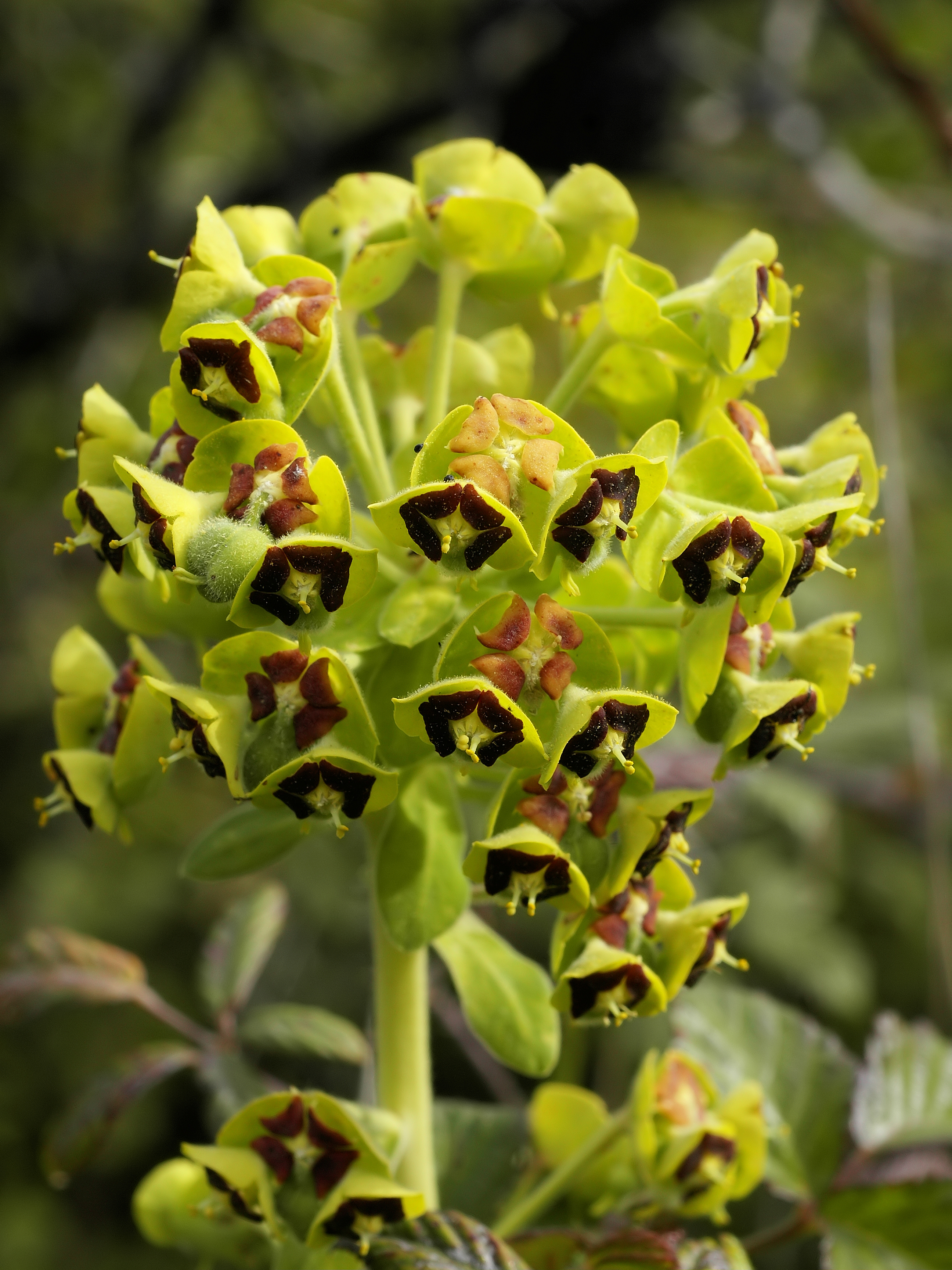
Euphorbia characias

### Xerofilní a sukulentní pryšce
V rodu pryšec se sukulentní druhy často vyvíjely rozdílně a do různého stupně. Někdy je těžké rozhodnout, a je otázkou výkladu, zda je či není druh opravdu sukulentní, nebo „pouze“ xerofilní. V některých případech, zejména u geofytů, jsou rostliny blízce příbuzné k sukulentům, jsou běžné byliny. Asi 850 druhů pryšců je sukulentních v užším smyslu slova. Pokud započítáme mírně sukulentní a xerofilní druhy, pak toto číslo vzroste až o 1000, což představuje asi 45 % všech druhů rodu Euphorbia.

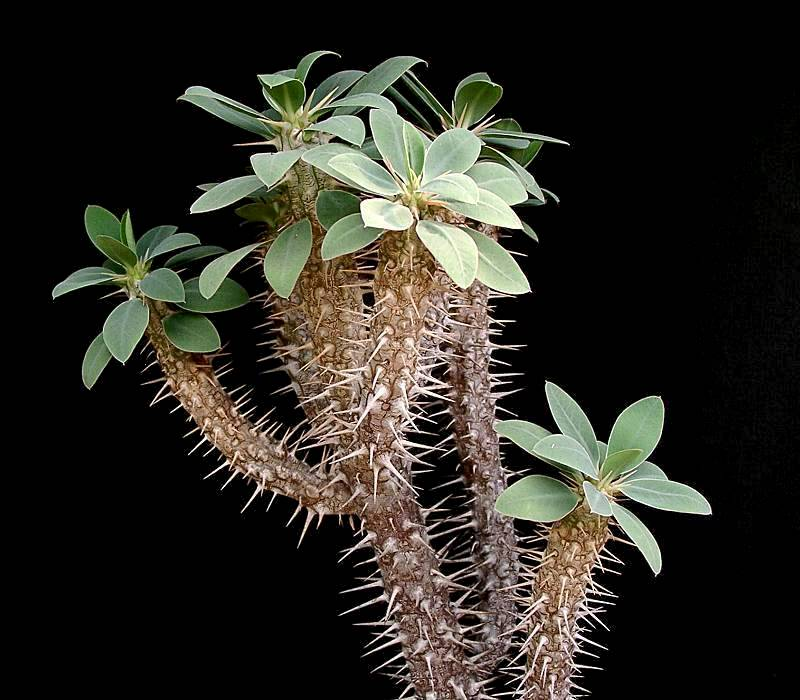
Euphorbia fianarantsoae

### Toxicita
Latex (mléčná míza) z pryšců funguje jako odstrašující prvek pro býložravce a k léčení poranění rostliny. Obvykle je latex bílý, ale ve vzácných případech (např. Euphorbia abdelkuri) je žlutý. Vzhledem k tomu, že je pod tlakem, vyteče ze sebemenší rány a ztuhne během několika minut po kontaktu se vzduchem. Obsahuje di- nebo tri-terpenové estery, které se mohou lišit v závislosti na druhu pryšce, a v některých případech může být varianta typická pro určitý druh. Složení terpenových esterů určuje, jak žíravé a dráždivé účinky má míza na kůži. Latex, i přesto, že je zaschlý, může v kontaktu se sliznicemi (oči, nos, ústa) během i několika minut způsobit velmi bolestivé záněty, které se vyznačují podobnými symptomy jako při rýmě, tj. zduřením nosní sliznice, které omezuje průchodnost nosu, výtokem z nosu a očí, který je zpočátku vodnatý, později až hlenovitý (tyto příznaky jsou však někdy pouze jednostranné, dle zasažení té které části hlavy), dále únavou, ospalostí, malátností, bolestí hlavy, podrážděným jazykem (z toho vyplývajícím nechutenstvím) a oblasti pod nosem, nateklými rty, atd. U senzitivnějších jedinců bývají tyto záněty dokonce doprovázeny zvýšenou tělesnou teplotou, takže je možné stanovení naprosto chybné diagnózy. Po požití se objevuje pálení v ústech, zvracení, průjem a kolikové bolesti. Po vstřebání trávicím ústrojím se otrava projevuje pálením v ústech, zvracením, průjmem, rozšířením zorniček, blouzněním, křečemi, studeným potem, svalovým třesem, nejistou chůzí, puls je nepravidelný. V pokusech na zvířatech bylo zjištěno, že terpenový ester resiniferatoxin měl dráždivé účinky 10 000 až 100 000krát větší než kapsaicin, látka způsobující pálivost chilli. U několika terpenových esterů je také známo, že jsou karcinogenní.

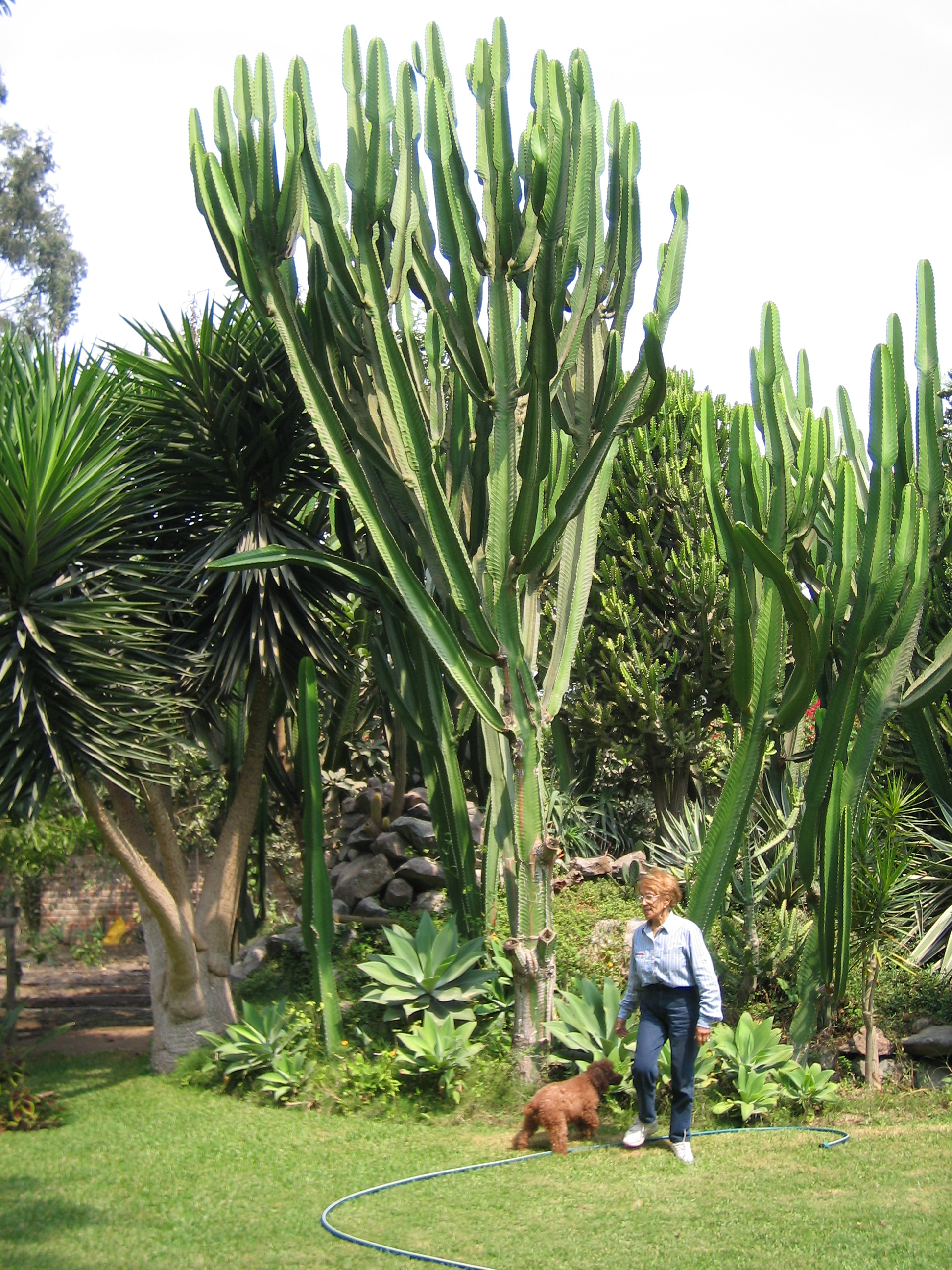
Euphorbia candelabrum

Proto by se mělo s pryšci zacházet s velikou opatrností. Pokud přijde latex do styku s pokožkou, je třeba okamžitě důkladně promýt zasažené místo. Částečně nebo úplně ztuhlý latex je nerozpustný ve vodě, ale může být odstraněn s emulzí (mléko, krém na ruce). Lékař by měl být kontaktován, pokud jde o jakékoli záněty a sliznice, zejména bezodkladně u zasažení očí, jelikož v důsledku akutního vystavení latexu je možné až trvalé poškození zraku. Ihned po zasažení oka je důležitý intenzivní výplach očí proudem vody trvající 15 až 20 minut, i přesto, že se může zdát, že se míjí účinkem (oko stále pálí), jelikož aktivní látky, terpeny, jsou nerozpustné ve vodě. Bylo zaznamenáno, že při řezání velkých sukulentních pryšců ve skleníku se šíří výpary z latexu a mohou způsobit vážné podráždění očí až na několikametrovou vzdálenost. Jediným účinným opatřením je dostatečné větrání nebo užití ochranných uzavřených brýlí (např. potápěčských). Malé děti a domácí zvířata musí být chována tak, aby bylo zabráněno kontaktu s pryšci.

## Využití

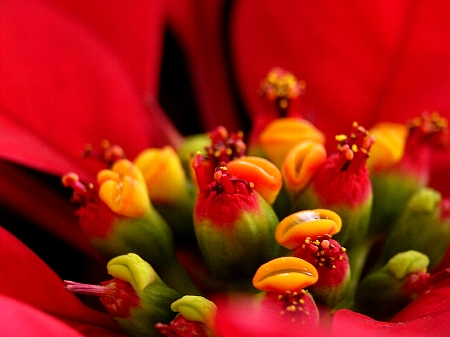
Detail květenství Euphorbia pulcherrima

Několik pryšců se pěstuje jako zahradní nebo pokojové rostliny, mezi nimi i Euphorbia pulcherrima (Vánoční hvězda neboli poinsettia) a sukulentní Euphorbia trigona. Euphorbia pekinensis je používána v tradiční čínské medicíně, kde je považována za jednu z 50 základních bylin. Několik druhů pryšců se používá jako potrava larev některých motýlů a můr, např. lišaj pryšcový Hyles euphorbiae a Hyles tithymali  a Hypercompe scribonia. Dříve se vyráběly zdravotní náplasti, nasycené latexem z některých pryšců (např. z Euphorbia cyparissias), které se používaly pro léčbu kuřích ok a tzv. patních ostruh, popř. se přímo latex v tekutém stavu užíval pro odstraňování bradavic. Pryskyřice z Euphorbia resinifera) se nechávala uschnout, mlela na prášek a užívala i vnitřně. V Austrálii se poslední dobou provádí výzkum látek obsažených v Euphorbia peplus v souvislosti s léčbou některých rakovin kůže.

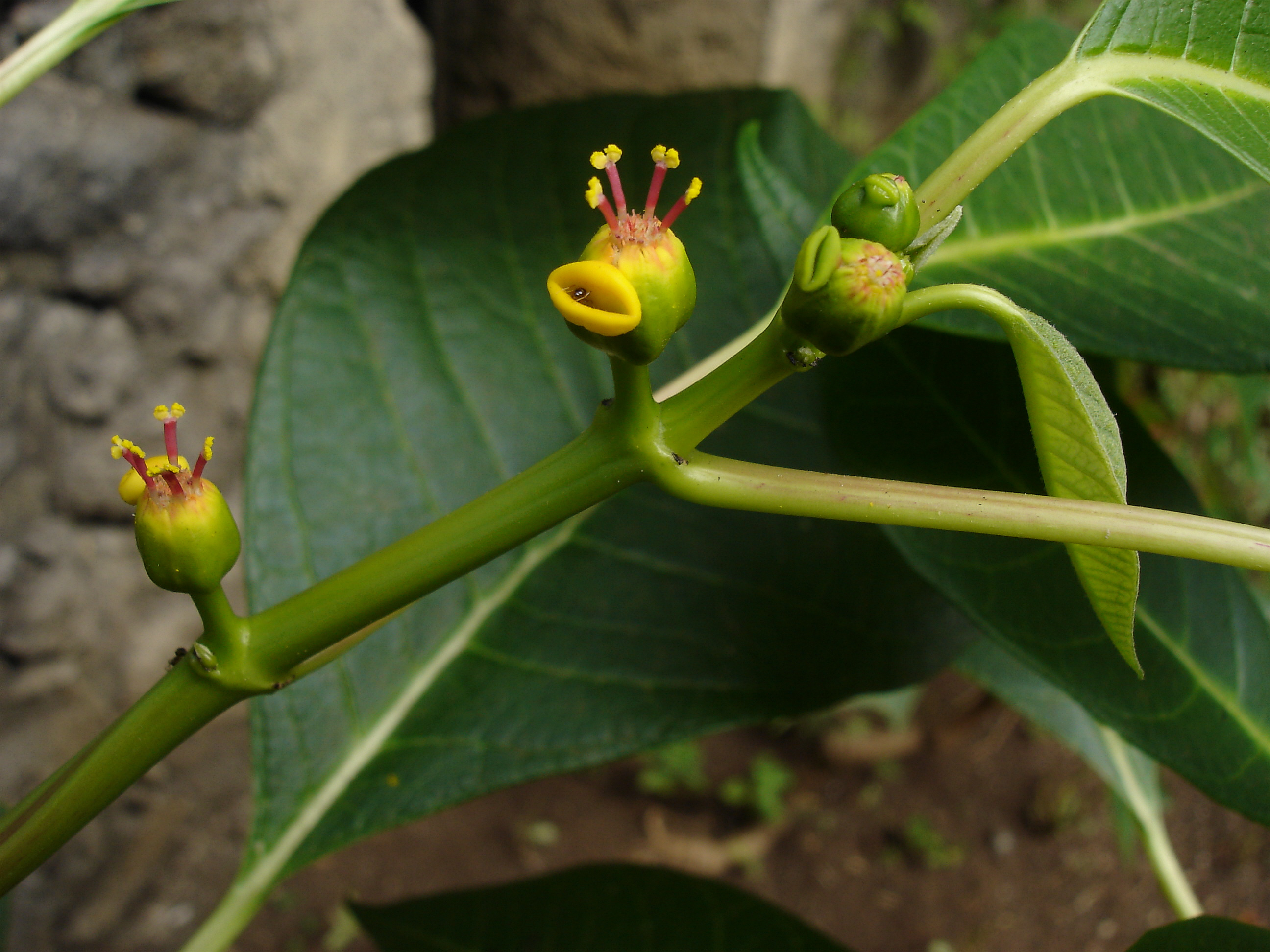
Euphorbia pulcherrima

## Systematika a taxonomie
Podle nedávné studie dat sekvencí DNA většina menších rodů příbuzných s obrovským rodem Euphorbia je hluboce vnořeno jeden do druhého. Nikdy nebyl v důsledku této příbuznosti všeobecně uznán rod  Chamaesyce a menší rody jako Cubanthus , Elaeophorbia,  Endadenium,  Monadenium ,  Synadenium a Pedilanthus byly převedeny pod rod Euphorbia. Celý subtribus Euphorbiinae se nyní skládá výhradně z rodu Euphorbia.

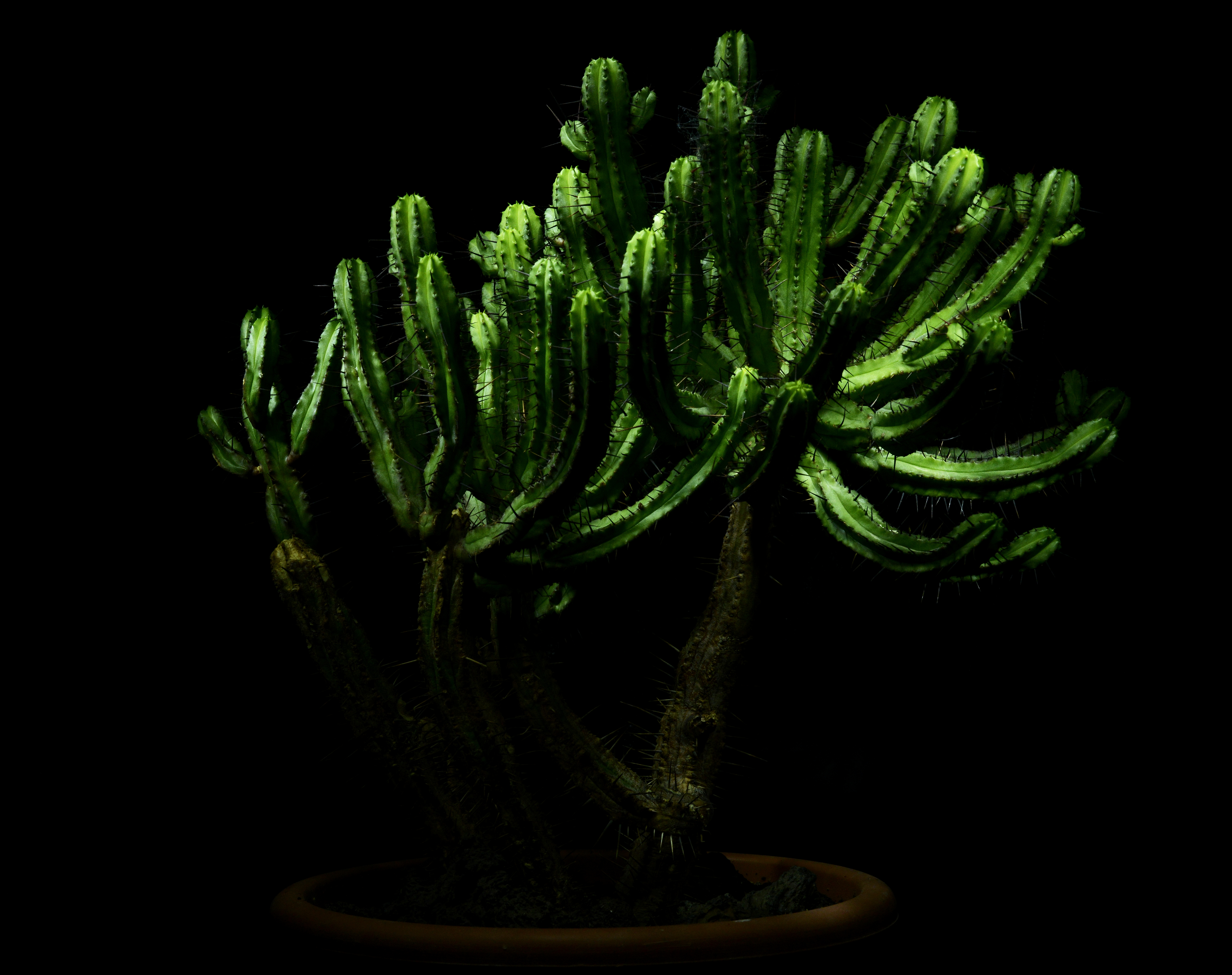
Euphorbia enopla v české sbírce v panelákovém bytě. Pěstován na západním okně.

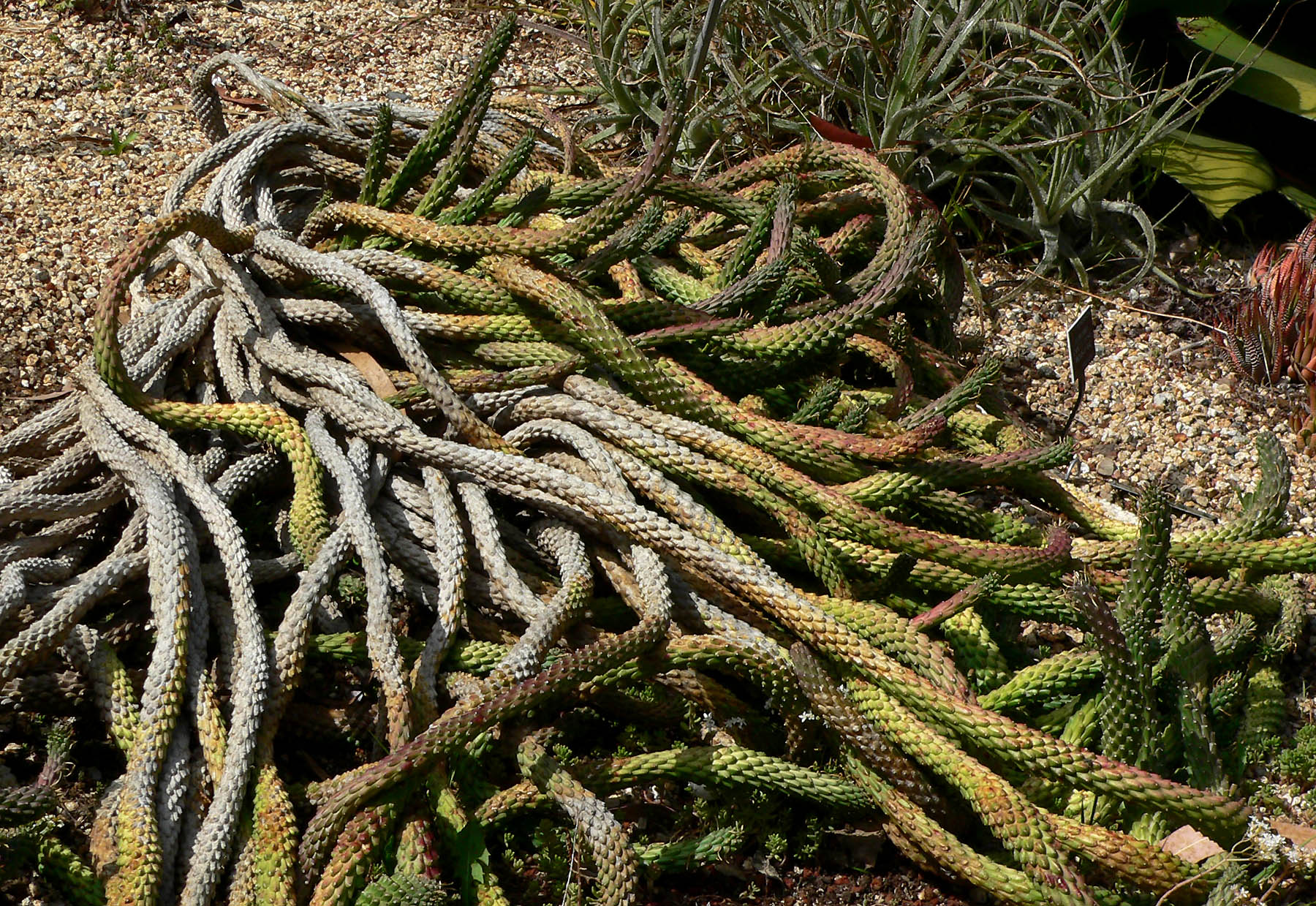
Euphorbia caput-medusae

### Významné druhy s českými názvy
- Euphorbia acanthothamnos – pryšec trnitý
- Euphorbia amygdaloides L. – pryšec mandloňovitý
- Euphorbia angulata Jacq. – pryšec hranatý
- Euphorbia angulata – pryšec hranatý
- Euphorbia bupleurifolia Jacq. – pryšec prorostlíkolistý
- Euphorbia carpatica Wołoszcz. – pryšec karpatský
- Euphorbia chamaesyce L. – pryšec šedavý
- Euphorbia characias L.- pryšec statný
- Euphorbia cyparissias L. – pryšec chvojka
- Euphorbia dendroides L. – pryšec dřevnatý
- Euphorbia dulcis L. – pryšec sladký
- Euphorbia epithymoides L. – pryšec mnohobarvý
- Euphorbia esula L. – pryšec obecný
- Euphorbia exigua L. – pryšec drobný
- Euphorbia falcata L. – pryšec srpovitý
- Euphorbia helioscopia L. – pryšec kolovratec
- Euphorbia hierosolymitana Boiss. – pryšec jerusalémský
- Euphorbia humifusa Willd. – pryšec poléhavý
- Euphorbia ingens Pax – pryšec obrovský
- Euphorbia lathyris L. – pryšec skočcový / pryšec křížmolistý
- Euphorbia lucida Waldst. et Kit. – pryšec lesklý
- Euphorbia maculata L. – pryšec skvrnitý
- Euphorbia marginata Pursh. – pryšec vroubený
- Euphorbia mellifera Ait. – pryšec medonosný
- Euphorbia milii Des Moul. – pryšec zářivý
- Euphorbia myrsinites L. – pryšec myrtovitý
- Euphorbia palustris L. – pryšec bahenní
- Euphorbia paralias L. – pryšec pobřežní
- Euphorbia peplus L. – pryšec okrouhlý
- Euphorbia platyphyllos L. – pryšec plocholistý
- Euphorbia pulcherrima Willd. ex Klotzsch – pryšec nádherný
- Euphorbia salicifolia Host – pryšec vrbolistý
- Euphorbia seguieriana Necker – pryšec sivý
- Euphorbia serrata L. – pryšec pilovitý
- Euphorbia stricta L. – pryšec tuhý
- Euphorbia taurinensis All. – pryšec turínský
- Euphorbia trigona Haw. – pryšec trojúhlý
- Euphorbia villosa Willd. – pryšec kosmatý
- Euphorbia waldsteinii A. R. Smith – pryšec prutnatý[5]

### Podrody
Rod pryšec je jedním z největších a nejkomplexnějších rodů kvetoucích rostlin a několik botaniků učinilo neúspěšné pokusy o rozdělení rodu do mnoha menších rodů. Podle nedávných fylogenetických studií lze rod pryšec rozdělit do 4 podrodů, z nichž každá obsahuje několik dosud dostatečně prostudovaných sekcí a skupin. Z těchto skupin je nejvíce bazální Esula. Rody Chamaesyce a  Euphorbia jsou pravděpodobně sesterské taxony a velmi úzce souvisí s Rhizanthium.
Rozšířené xeromorfní adaptace se se vší pravděpodobností u pryšce vyvíjely několikrát. Není známo, je-li společný předek, podobný Rhizanthium a Euphorbia, byl xeromorfický. V takovém případě by se dnes běžná morfologie musela znovu vyvíjela zejména v Chamaesyce – nebo zda je rozšířený xeromorphismus rozšířený na úroveň poddruhu.